# 唐屹峰
唐屹峰（1973年1月—），浙江温州人，中华人民共和国政治人物、工程师、企业家，中国共产党党员。曾任中国南方电网有限责任公司副总经理、党组成员等职。现任中共广东省佛山市委书记、佛山军分区党委第一书记。

## 简历
唐屹峰曾在国家电网系统工作多年，在江西、北京、辽宁、江苏等多地的国家电网分公司电力公司担任领导职务，历任副总经理、党委委员、总经理、董事长、党委书记等职务。并于2022年9月出任南方电网党组成员、副总经理一职。
2024年10月，唐屹峰调任中共广东省佛山市委书记，开始在地方担任领导职务。并于同年11月19日起兼任中共佛山军分区党委第一书记。